# Giáo dục ở Cộng hòa Dân chủ Nhân dân Triều Tiên

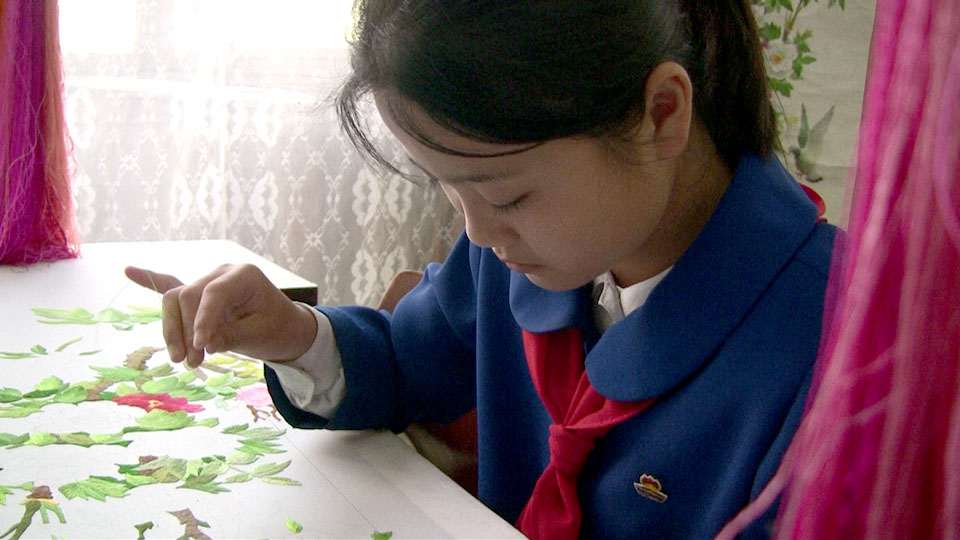
Cung điện trẻ em Mangyondae ở Bình Nhưỡng

Giáo dục ở Bắc Triều Tiên là hệ thống giáo dục phổ thông phổ biến và được tài trợ bởi chính phủ. Theo thông tin của Viện Thống kê UNESCO cho năm 2021, không có dữ liệu về tỷ lệ biết chữ ở Bắc Triều Tiên. Một số trẻ em đi học một năm mẫu giáo, bốn năm giáo dục tiểu học, sáu năm giáo dục trung học và sau đó tiếp tục học đại học. Chính phủ Bắc Triều Tiên tuyên bố tỷ lệ biết chữ quốc gia cho công dân từ 15 tuổi trở lên là 100%.
Năm 1988, Tổ Chức Giáo dục, Khoa học Và Văn hóa Liên Hợp Quốc (UNESCO) báo cáo rằng Bắc Triều Tiên có 35.000 giáo viên mẫu giáo, 60.000 giáo viên tiểu học, 111.000 giáo viên trung học, 23.000 giáo viên đại học và cao đẳng, và 4.000 giáo viên khác trong các trường sau đại học.

## Lịch sử

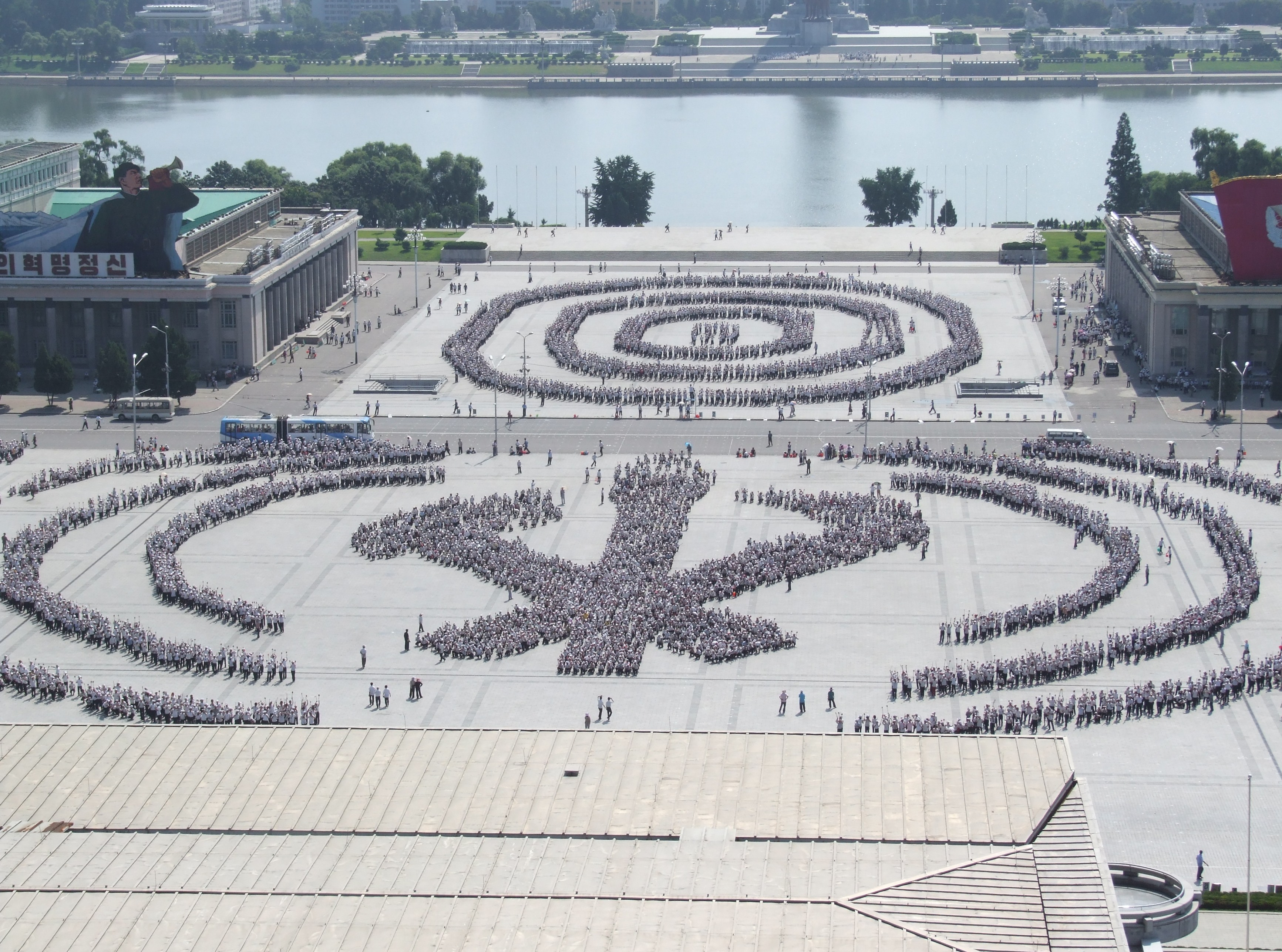
Trẻ em làm biểu tượng của Đảng Lao động Triều Tiên khi chúng luyện tập cho một cuộc diễu hành ngọn đuốc trên Quảng trường Kim Nhật Thành ở Bình Nhưỡng, 2012.

Giáo dục chính quy đã đóng vai trò then chốt trong sự phát triển xã hội và văn hóa của cả Hàn Quốc truyền thống và Bắc Triều Tiên hiện đại. Trong thời kỳ triều đại Joseon, triều đình đã thành lập một hệ thống các trường học để giảng dạy các môn học Nho giáo ở các tỉnh và tại bốn trường trung học trung tâm ở thủ đô. Tuy nhiên, không có hệ thống giáo dục tiểu học được chính phủ hỗ trợ.
Trong thế kỷ 15, các trường học được chính phủ hỗ trợ giảm chất lượng và không còn quan trọng như trước, thay vào đó là sự nổi lên của các học viện tư, seowon, trở thành trung tâm của phong trào Nho giáo vào thế kỷ 16. Giáo dục đại học được tổ chức bởi Seonggyungwan, đại học quốc gia theo triết học Nho giáo, tọa lạc tại Seoul. Số lượng sinh viên được giới hạn chỉ cho 200 học sinh đã vượt qua kỳ thi công vụ hạng thấp và đang chuẩn bị cho các kỳ thi cao cấp nhất.
Cuối thế kỷ 19 và đầu thế kỷ 20, đã xảy ra những thay đổi đáng kể trong lĩnh vực giáo dục. Seewan, hệ thống các học viện truyền thống, đã bị chính quyền trung ương bãi bỏ. Các nhà truyền giáo Thiên chúa giáo đã thành lập các trường học hiện đại dạy chương trình phương Tây. Trong số này, Đại học Nữ sinh Ehwa đã trở thành trường đầu tiên dành riêng cho phụ nữ. Nó được thành lập bởi các nhà truyền giáo Giám lý Hoa Kỳ như một trường tiểu học ở Seoul vào năm 1886. Trong những năm cuối của triều đại, đã có khoảng 3.000 trường tư thục dạy các môn học hiện đại cho cả nam và nữ được thành lập bởi các nhà truyền giáo và những người khác.
Sau khi Nhật Bản sáp nhập Hàn Quốc vào năm 1910, chế độ thuộc địa đã thành lập một hệ thống giáo dục với hai mục tiêu chính. Đầu tiên, mục tiêu là cung cấp cho người dân Hàn Quốc một nền giáo dục tối thiểu, nhằm đào tạo họ để có thể tham gia vào nền kinh tế hiện đại và trở thành công dân trung thành với hoàng đế Nhật Bản. Thứ hai, mục tiêu là cung cấp một nền giáo dục chất lượng cao hơn cho cộng đồng người Nhật đã định cư đông đảo trên Bán đảo Triều Tiên..
Người Nhật đã đầu tư nhiều nguồn lực hơn cho các trường đại học của mình và đã áp đặt hạn chế nghiêm ngặt đối với cơ hội học tập của người Hàn Quốc. Một trường đại học công lập, được mô hình hóa theo Đại học Hoàng gia Tokyo, đã được thành lập ở Seoul vào năm 1923, nhưng số lượng sinh viên Hàn Quốc được phép nhập học không bao giờ vượt quá 40% tổng số đăng ký; phần còn lại là người Nhật. Các trường đại học tư nhân, bao gồm cả những trường được thành lập bởi các nhà truyền giáo như Cao đẳng Sungsil ở Bình Nhưỡng và Cao đẳng Cơ đốc giáo Chosun ở Seoul, đã cung cấp những cơ hội khác cho người Hàn Quốc mong muốn tiếp tục học cao hơn.
Sau khi thành lập Cộng hòa Dân chủ Nhân dân Triều Tiên, một hệ thống giáo dục được mô phỏng chủ yếu theo mô hình của Liên Xô đã được thiết lập. Theo thông tin từ Triều Tiên, khi nước này mới thành lập, có khoảng 2/3 trẻ em trong độ tuổi đi học không được tiếp cận giáo dục tiểu học và hầu hết người trưởng thành, khoảng 2,3 triệu người, không biết đọc viết. Vào năm 1950, giáo dục tiểu học trở thành bắt buộc đối với trẻ em. Tuy nhiên, do sự bùng nổ của Chiến tranh Triều Tiên, việc đạt được mục tiêu này đã bị trì hoãn; việc đạt tỷ lệ phổ cập giáo dục tiểu học không được thực hiện cho đến năm 1956. Đến năm 1958, theo thông tin từ Triều Tiên, giáo dục tiểu học và trung học bắt buộc kéo dài 7 năm đã được triển khai.
Vào năm 1959, Triều Tiên áp dụng hệ thống "giáo dục phổ thông do nhà nước tài trợ" tại tất cả các trường học. Hệ thống này không chỉ cung cấp miễn phí các phương tiện giảng dạy và trang thiết bị giáo dục, mà còn bao gồm sách giáo khoa, đồng phục, phòng học và bảng. Đến năm 1967, giáo dục chín năm trở thành bắt buộc. Sau đó, vào năm 1975, hệ thống giáo dục mười một năm bắt buộc được áp dụng, bao gồm một năm giáo dục mầm non và mười năm giáo dục tiểu học và trung học. Hệ thống này vẫn duy trì hiệu lực cho đến năm 1993.
Trong một bài phát biểu năm 1983, Kim Nhật Thành, trước các bộ trưởng giáo dục của các nước thuộc Phong trào Không liên kết tại Bình Nhưỡng, đề xuất rằng giáo dục đại học sẽ trở thành bắt buộc và sẽ được phổ cập trong "tương lai gần". Vào thời điểm đó, sinh viên không phải trả bất kỳ chi phí học tập nào, và nhà nước đã chi trả cho việc giáo dục của gần một nửa dân số 18,9 triệu người Triều Tiên.
Vào năm 2012, nhà lãnh đạo Kim Jong Un đã đề xuất mở rộng giáo dục bắt buộc từ 11 tuổi lên 12 tuổi tại Triều Tiên. Theo thông tin từ Thông tấn xã Trung ương Triều Tiên, dự luật mở rộng giáo dục bắt buộc đã được thông qua vào tháng 9 cùng năm. Trước đó, hệ thống giáo dục miễn phí ở Triều Tiên kéo dài 11 năm, bao gồm một năm mẫu giáo, bốn năm tiểu học và sáu năm trung học trước khi học đại học. Tuy nhiên, với sự cải cách này, hệ thống giáo dục ở Triều Tiên hiện tại tương đồng với hệ thống giáo dục ở Hàn Quốc, bao gồm sáu năm tiểu học, ba năm trung học cơ sở và ba năm trung học phổ thông.

## Giáo dục tiểu học và trung học

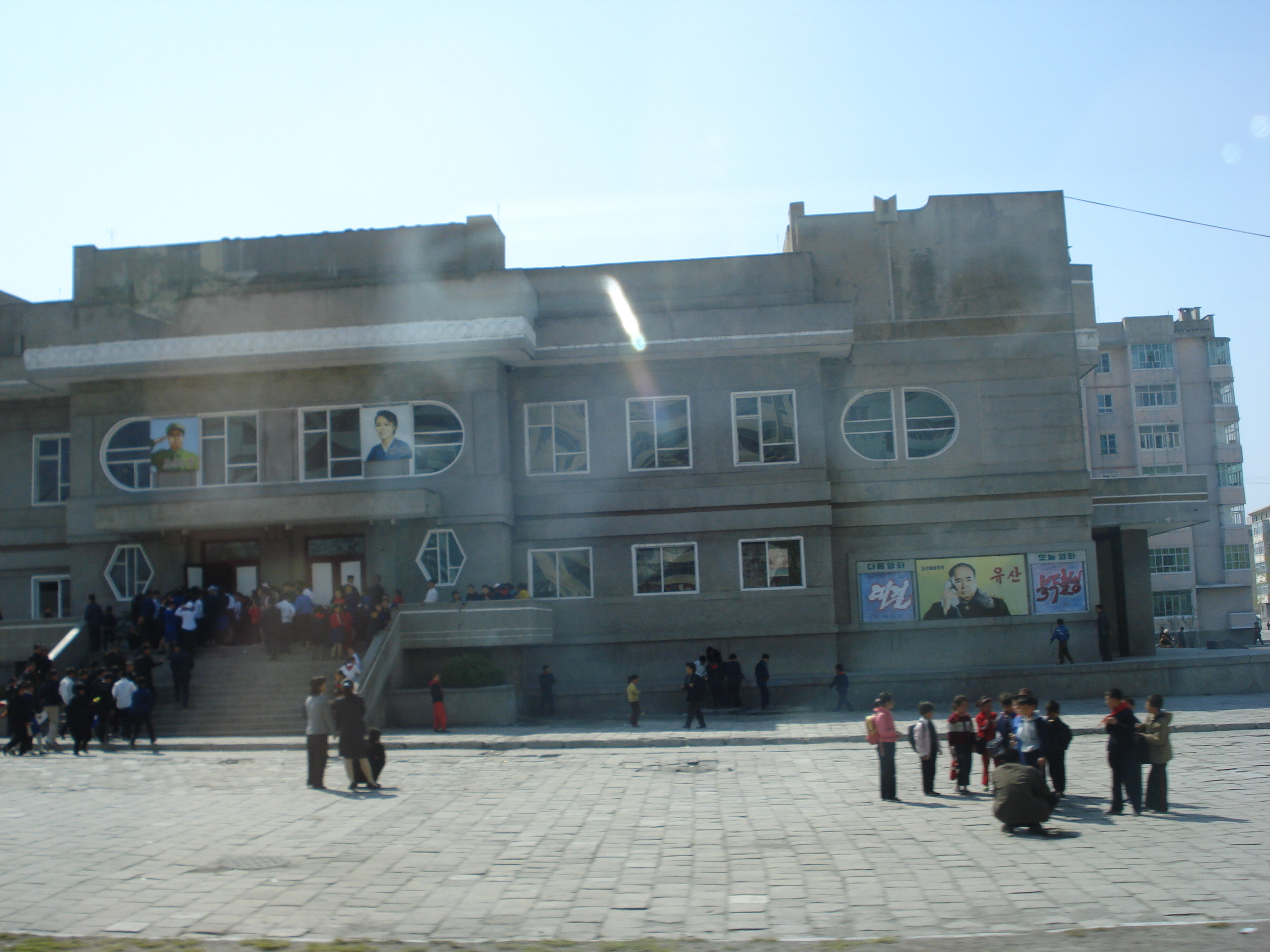
Trường tiểu học

Vào đầu những năm 1990, hệ thống giáo dục tiểu học và trung học cơ sở ở Triều Tiên đã trải qua một sự thay đổi cấu trúc. Giáo dục tiểu học bắt buộc được chia thành một năm mẫu giáo và bốn năm tiểu học (trường dân lập), phù hợp với lứa tuổi từ sáu đến chín. Còn giáo dục trung học cơ sở, được gọi là cấp hai, kéo dài sáu năm và dành cho lứa tuổi từ mười đến mười lăm. Trong hệ thống này, có hai năm mẫu giáo, nhưng chỉ năm thứ hai (mẫu giáo cấp trên) là bắt buộc cho tất cả trẻ em trong độ tuổi từ bốn đến sáu.
Vào giữa những năm 1980, số lượng trường tiểu học và trung học ở Triều Tiên đạt 9.530 cơ sở. Sau khi tốt nghiệp từ trường tiểu học công lập, học sinh có thể tiếp tục học tại trường trung học bình thường hoặc chọn nhập học vào các trường trung học đặc biệt tập trung vào lĩnh vực âm nhạc, nghệ thuật hoặc ngoại ngữ. Những trường này cung cấp cả khóa học chuyên môn và các môn học chung.
Trong số các trường đặc biệt quan trọng, Học viện Cách mạng Mangyongdae có vai trò đặc biệt, nơi con cái của tầng lớp thượng lưu Triều Tiên được chuẩn bị để phục vụ trong Quân đội Nhân dân Triều Tiên với tư cách sĩ quan. Học viện này đào tạo chuyên sâu về kinh tế và máy tính, cùng với Trường Cách mạng Kang Pan-sok, nơi tập trung vào các môn học liên quan đến cách mạng.
Trong khung chương trình giảng dạy ở các trường trung học phổ thông, có các môn học định hướng chính trị như "vĩ đại Kim Nhật Thành" và "Đạo đức cộng sản", cùng với "Chính sách của Đảng Cộng sản". Những môn học này chiếm tỷ lệ khoảng 5,8% trong nội dung giảng dạy, nhằm giáo dục và tạo cơ sở lý thuyết về các giá trị, tư tưởng và chính sách của Đảng Cộng sản..

## Sinh viên quốc tế
Trước khi đại dịch COVID-19 bùng phát, ước tính rằng có khoảng 100 sinh viên quốc tế đang theo học tại Đại học Kim Nhật Thành và Đại học Sư phạm Kim Hyong Jik. Trong số đó, phần lớn là sinh viên đến từ Trung Quốc.
So với du khách nước ngoài, sinh viên quốc tế ở Triều Tiên, mặc dù vẫn bị kiểm soát bởi chính quyền, nhưng được cung cấp cơ hội trải nghiệm đất nước một cách toàn diện hơn. Ví dụ, họ có quyền tự do di chuyển trong thành phố mà không cần sự hướng dẫn của người giám hộ và có cơ hội sống chung với cư dân địa phương. Sinh viên quốc tế được phép sử dụng các phương tiện công cộng như tàu điện ngầm và taxi mà không cần có hướng dẫn viên hoặc phiên dịch viên đi kèm và cũng có thể truy cập internet, miễn là có quyền truy cập vào các trang web quốc tế.
Sinh viên quốc tế tại Đại học Kim Il Sung có cơ hội sống cùng với sinh viên địa phương, nhưng có một nhóm đặc biệt được gọi là "tongsuksaeng" chịu trách nhiệm đào tạo và giám sát. Dù có vẻ như tongsuksaeng đóng vai trò như người hướng dẫn và giảng dạy về ngôn ngữ và văn hóa Triều Tiên, thực tế họ cũng phục vụ để giám sát các hoạt động và di chuyển của sinh viên quốc tế thông qua việc sử dụng các thiết bị và theo dõi hành trình của họ.
Để tiếp tục học sau đại học tại Đại học Kim Nhật Thành, sinh viên nước ngoài cần cung cấp một số tài liệu bao gồm giấy khai sinh, thư nguyện vọng, bằng tốt nghiệp đại học, giấy chứng nhận từ cơ quan cảnh sát để xác nhận rằng ứng viên không có tiền án tại quốc gia của mình. Hồ sơ y tế cũng cần được nộp để xác nhận rằng người nộp đơn đã được kiểm tra sức khỏe gần đây. Ngoài ra, chi tiết về tài chính cá nhân cũng cần được cung cấp để chứng minh khả năng tài trợ cho việc học tại Bắc Triều Tiên. Cuối cùng, một thư xác nhận về khả năng sử dụng tiếng Hàn cũng cần được đính kèm.

## Giáo dục người lớn

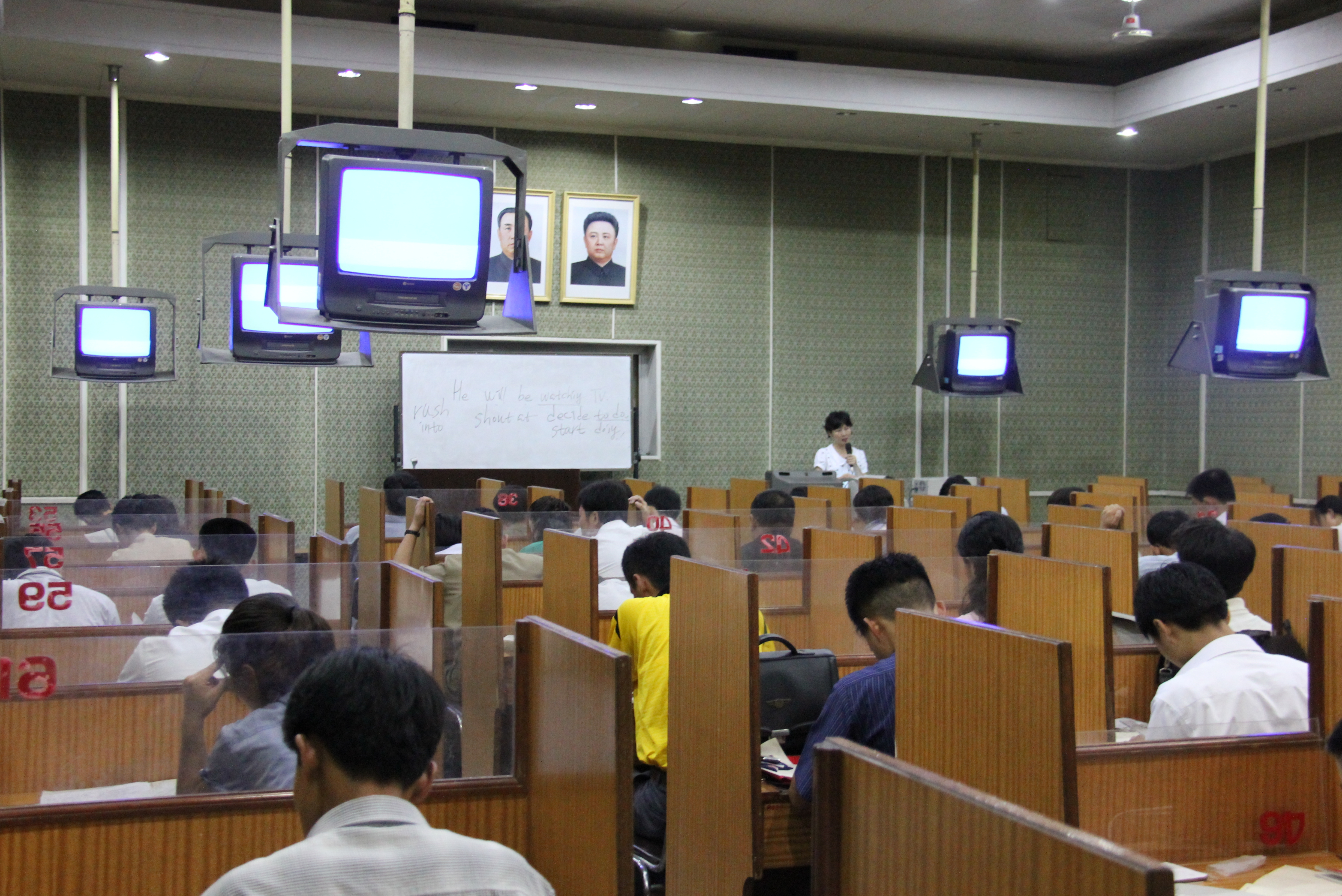
Bài giảng tiếng Anh tại Đại học Đường Nhân dân ở Bình Nhưỡng

Chính việc đặc biệt nhấn mạnh vào việc tiếp tục giáo dục cho tất cả các thành viên trong xã hội, Bắc Triều Tiên đã tạo ra một môi trường tích cực để hỗ trợ giáo dục người lớn hoặc giáo dục kết hợp với công việc. Thực tế là, tất cả mọi người trong quốc gia đều tham gia vào một số hoạt động giáo dục, thường dưới hình thức "nhóm học tập nhỏ".
Vào đầu những năm 1990, trong các khu vực nông thôn của Bắc Triều Tiên, người dân được tổ chức thành "tổ năm gia đình". Những đội này có chức năng chính là giáo dục và giám sát, và mỗi đội được giao trách nhiệm cho một số gia đình cụ thể. Một giáo viên hoặc người trí thức khác đảm nhận vai trò người chỉ đạo cho những đội này.
Công nhân văn phòng và nhân viên trong nhà máy cũng được cung cấp hai giờ "học tập" sau giờ làm việc hàng ngày, tập trung vào hai môn học chính là chính trị và kỹ thuật. Qua việc tham gia vào các hoạt động học tập này, họ có cơ hội cải thiện kiến thức và kỹ năng của mình trong cả lĩnh vực chính trị và kỹ thuật.
Vào đầu những năm 1990, trong lĩnh vực giáo dục người lớn, Bắc Triều Tiên đã thiết lập các cơ sở giáo dục đặc biệt như "trường cao đẳng nhà máy" nhằm cung cấp cho người lao động các kỹ năng và kỹ thuật mới mà không yêu cầu họ phải nghỉ việc. Các trường này cho phép sinh viên làm việc bán thời gian, học vào buổi tối hoặc tham gia các khóa học chuyên sâu ngắn hạn, trong đó thời gian rời khỏi nơi làm việc chỉ kéo dài khoảng một tháng.
Ngoài ra, còn có các "trường cao đẳng nông nghiệp" nhằm đào tạo người lao động nông thôn trở thành kỹ sư và trợ lý kỹ sư trong lĩnh vực nông nghiệp, cũng như hệ thống các khóa học hàm thụ. Đối với công nhân và nông dân không thể tham gia giáo dục thường xuyên, đã tồn tại các "trường dành cho người lao động" và "trường trung học cơ sở dành cho người lao động". Tuy nhiên, vào đầu những năm 1990, với sự áp dụng của hệ thống giáo dục bắt buộc 11 năm, những trường này đã trở nên ít quan trọng hơn..

## Tham Khảo
1. ↑  Library of Congress country study, see p. 7 for Education and Literacy ( Lưu trữ ngày 20 tháng 10 năm 2013 tại Wayback Machine)
2. ↑  National adult literacy rates (15+), youth literacy rates (15-24) and elderly literacy rates (65+) Summary Lưu trữ ngày 16 tháng 7 năm 2011 tại Wayback Machine
3. ↑  Library of Congress country study, see p. 7 for Education and Literacy ( Lưu trữ ngày 20 tháng 10 năm 2013 tại Wayback Machine)
4. 1 2 3 4 5 6 7 8 9 10 11 12  Bản mẫu:Country study
5. 1 2  "North Korea—Education System". Encyclopedia of Modern Asia. Macmillan Reference USA. 2001–2006. Bản gốc lưu trữ ngày 29 tháng 8 năm 2010. Truy cập ngày 26 tháng 9 năm 2010 – qua BookRags.com.
6. ↑  북한 교육제도 개혁, 12년제 의무교육 실시 - 데일리투머로우. Goodnesspaper.net (bằng tiếng Hàn). ngày 25 tháng 9 năm 2012. Bản gốc lưu trữ ngày 22 tháng 2 năm 2013. Truy cập ngày 12 tháng 7 năm 2013.
7. ↑  "Kim Jong-un stresses economic education for students of prestigious schools". Yonhap. ngày 15 tháng 10 năm 2012. Lưu trữ bản gốc ngày 10 tháng 1 năm 2016. Truy cập ngày 15 tháng 10 năm 2012.
8. ↑  "Kim Jong-un Stresses Computer and Military Education". KBS World. ngày 13 tháng 10 năm 2012. Lưu trữ bản gốc ngày 9 tháng 7 năm 2013. Truy cập ngày 15 tháng 10 năm 2012.
9. ↑  "North Korea: Education Revolution In Progress". Daily NK. ngày 14 tháng 9 năm 2007. Lưu trữ bản gốc ngày 12 tháng 1 năm 2012. Truy cập ngày 26 tháng 9 năm 2010.
10. ↑  Lau, Joyce (ngày 27 tháng 8 năm 2021). "Inside a North Korean University". Inside Higher Ed. Truy cập ngày 3 tháng 2 năm 2023.
11. ↑  Sigley, Alek (ngày 11 tháng 8 năm 2021). "Sojourn in Paradise: The Experiences of Foreign Students in North Korea". The Asia Pacific Journal of Anthropology. 22 (4): 332–351. doi:10.1080/14442213.2021.1952299. Truy cập ngày 3 tháng 2 năm 2023.
12. ↑  Sigley, Alek (ngày 31 tháng 3 năm 2019). "I'm the only Australian living in North Korea. Let me tell you about it". The Guardian. Truy cập ngày 4 tháng 2 năm 2023.
13. ↑  Sigley, Alek (tháng 4 năm 2020). "'You think Trump will save you?': my nine days detained by North Korea's secret police". The Guardian. Truy cập ngày 3 tháng 2 năm 2023.
14. ↑  Winn, Patrick. "Twitter and Cocoa Puffs: The surprising life of a student at North Korea's top university". The World. Truy cập ngày 4 tháng 2 năm 2023.
15. ↑  Haddou, Rashid; Winsor, Morgan. "Inside North Korea: What life for a rare foreign student in Pyongyang reveals about the reclusive country". ABC News. American Broadcasting Company. Truy cập ngày 4 tháng 2 năm 2023.
16. ↑  "Kim Il-sung University sets new procedures for international students". YouTube. Korea Now. Truy cập ngày 19 tháng 2 năm 2023.